# Crataegus crus-galli
Crataegus crus-galli, el espino de espolones o espolón de gallo, es una especie arbórea de la familia de las Rosáceas. Es originaria del este de Norteamérica, desde Ontario hasta Texas y hasta Florida, y se usa ampliamente en horticultura.

## Descripción
Este es un pequeño árbol que crece hasta alrededor de 10 metros de alto y 8 metros de ancho, redondeado en su forma cuando es joven y dispersándose y aplanándose cuando madura. Las hojas son de 5 a 6 cm de largo, brillante verde oscuro en color y volviéndose de dorado a rojo en el otoño. Las flores son blancas y tienen un aroma que en general se considera desagradable. Las frutas son de color rojo brillante pomos de alrededor de un centímetro de ancho cada uno. La mayor parte de las variedades silvestres del árbol están intensamente armados en espinas afiladas que alcanzan varios centímetros de largo. Esta especie es un árbol ornamental popular, especialmente en la var. inermis, que carece de espinas. Muchas otras formas silvestres serían muy adecuadas para el paisajismo si se conocieran mejor.

## Usos
La fruta es comestible y se puede realizar diversas preparaciones, tales como convertir en gelatina o triturar para hacer té.

## Taxonomía
Crataegus crus-galli fue descrita por Carlos Linneo y publicado en Species Plantarum 1: 476, en el año 1753.
Variedades aceptadas
- Crataegus crus-galli var. barrettiana (Sarg.) E.J. Palmer
- Crataegus crus-galli var. danielsii (E.J. Palmer) Rickett
- Crataegus crus-galli var. exigua (Sarg.) Eggl.
- Crataegus crus-galli var. leptophylla (Sarg.) E.J. Palmer
- Crataegus crus-galli f. oblongata (Sarg.) E.J. Palmer
- Crataegus crus-galli var. regalis (Beadle) J.B. Phipps
- Crataegus crus-galli f. rubens (Sarg.) E.J. Palmer
- Crataegus crus-galli f. truncata (Sarg.) E.J. Palmer

Sinonimia
var. barrettiana (Sarg.) E.J.Palmer
- Crataegus barrettiana Sarg.	[7]

var. danielsii (E.J. Palmer) Rickett
- Crataegus danielsii E.J. Palmer[8]

var. exigua (Sarg.) Eggl.
- Crataegus exigua Sarg.[9]

var. leptophylla (Sarg.) E.J. Palmer
- Crataegus leptophylla Sarg.[10]

f. oblongata (Sarg.) E.J. Palmer
- Crataegus crus-galli var. oblongata Sarg.[11]

var. regalis (Beadle) J.B.Phipps
- Crataegus regalis Beadle[12]

f. rubens (Sarg.) E.J. Palmer
- Crataegus crus-galli var. rubens Sarg.[13]

f. truncata (Sarg.) E.J. Palmer
- Crataegus truncata Sarg.[14]

## Imágenes

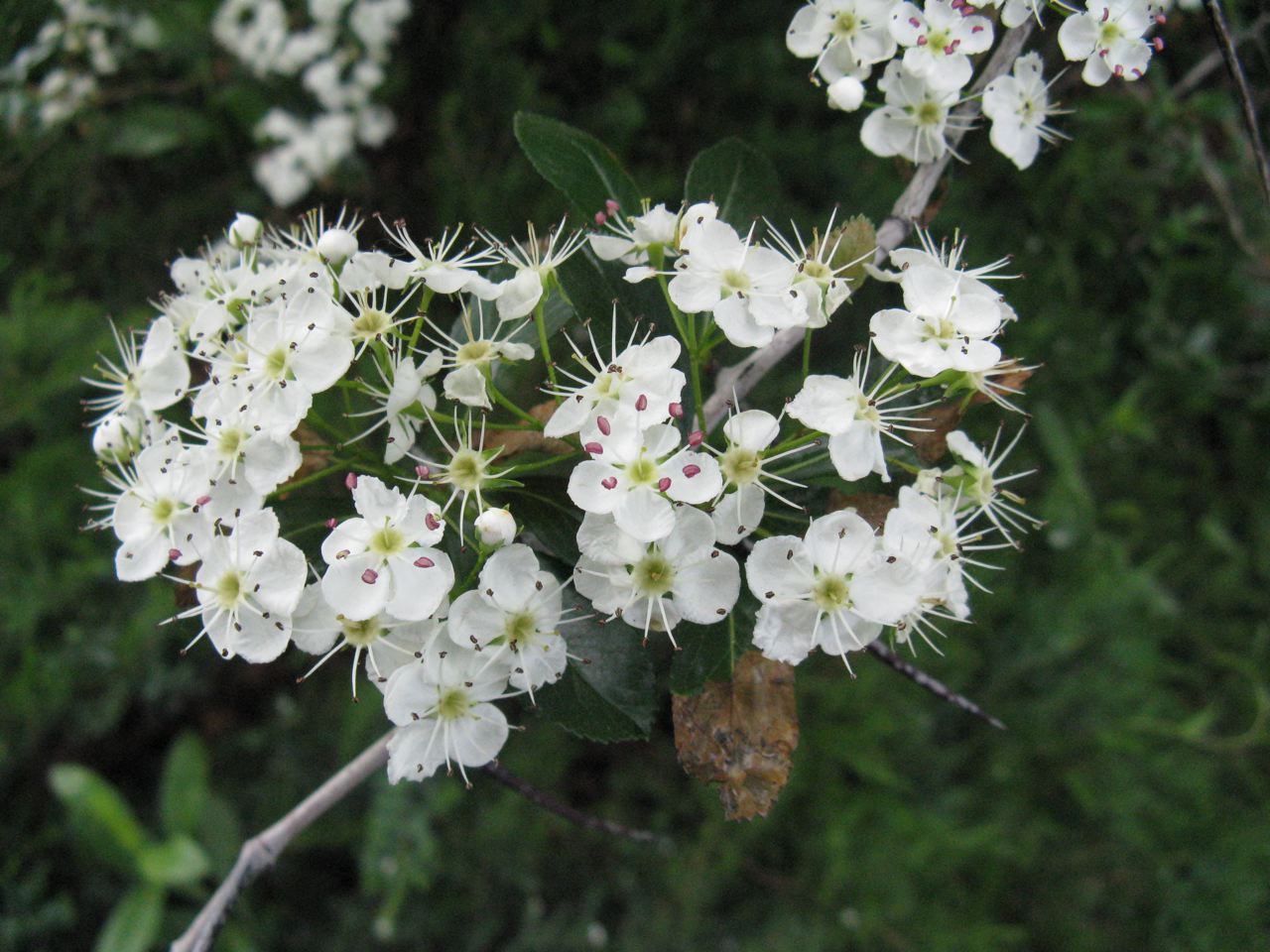
C. crus-galli var. pyracanthifolia
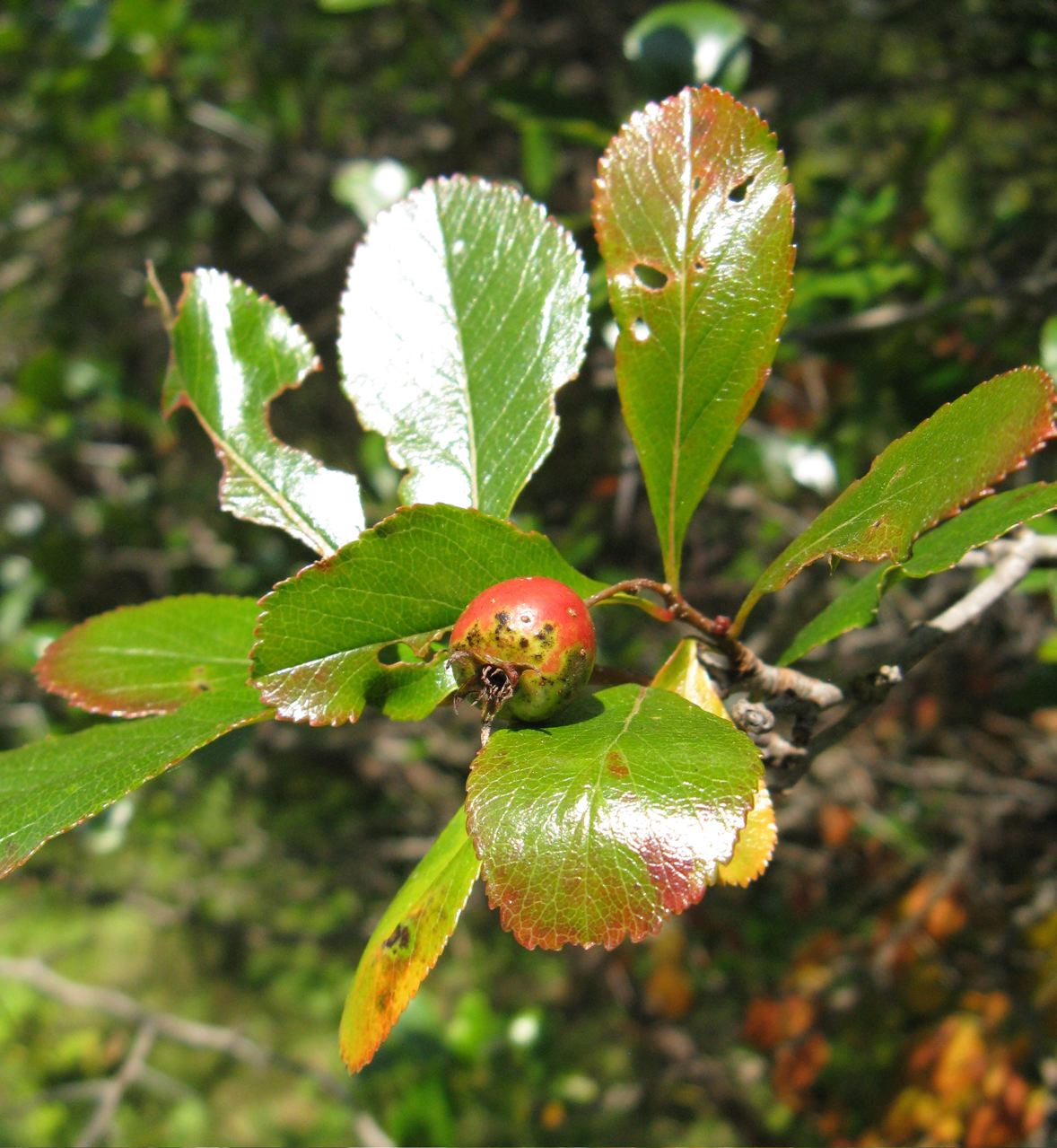
C. crus-galli var. pyracanthifolia
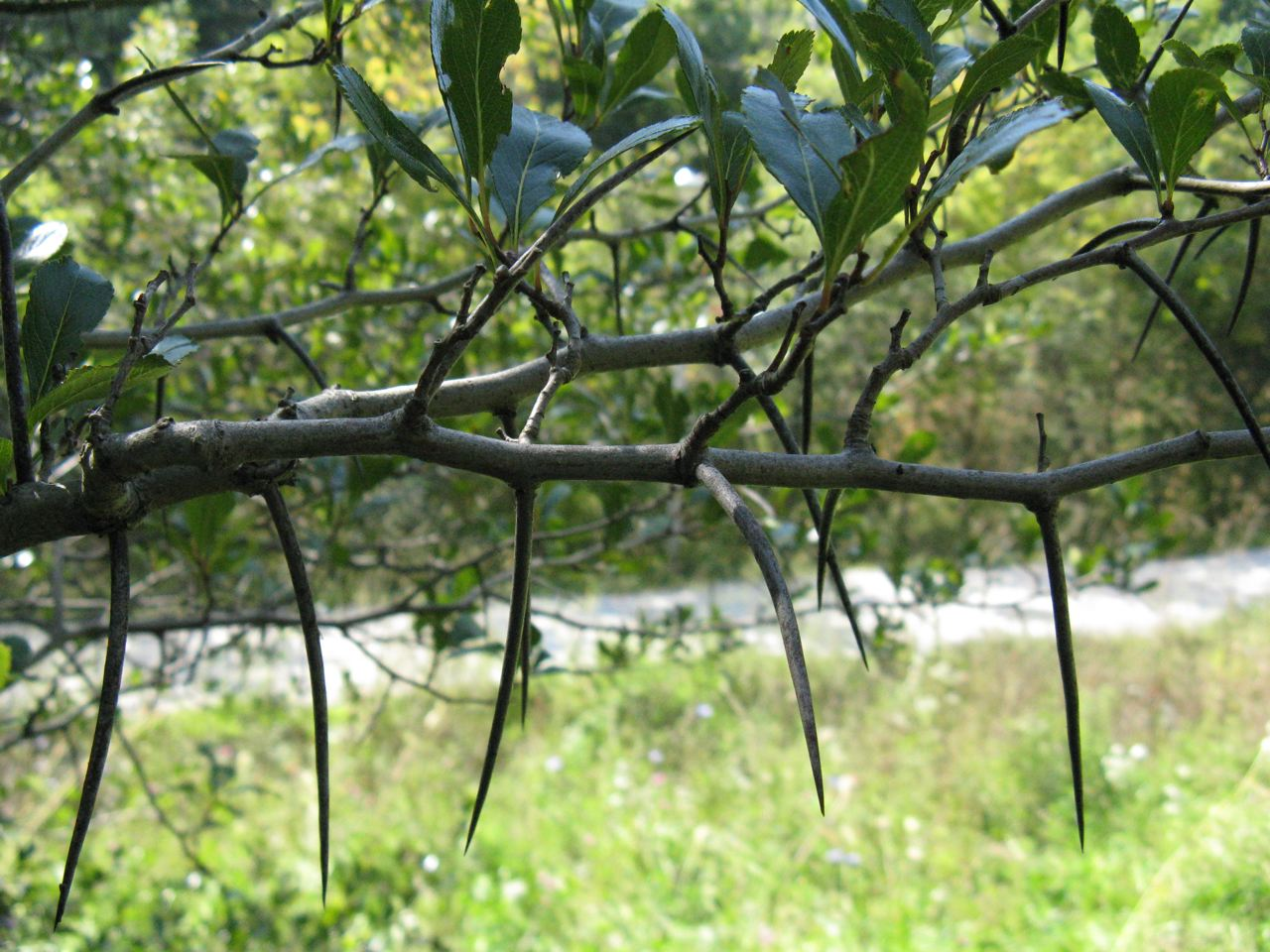
Espinas en ramas de 2 a 3 años de edad
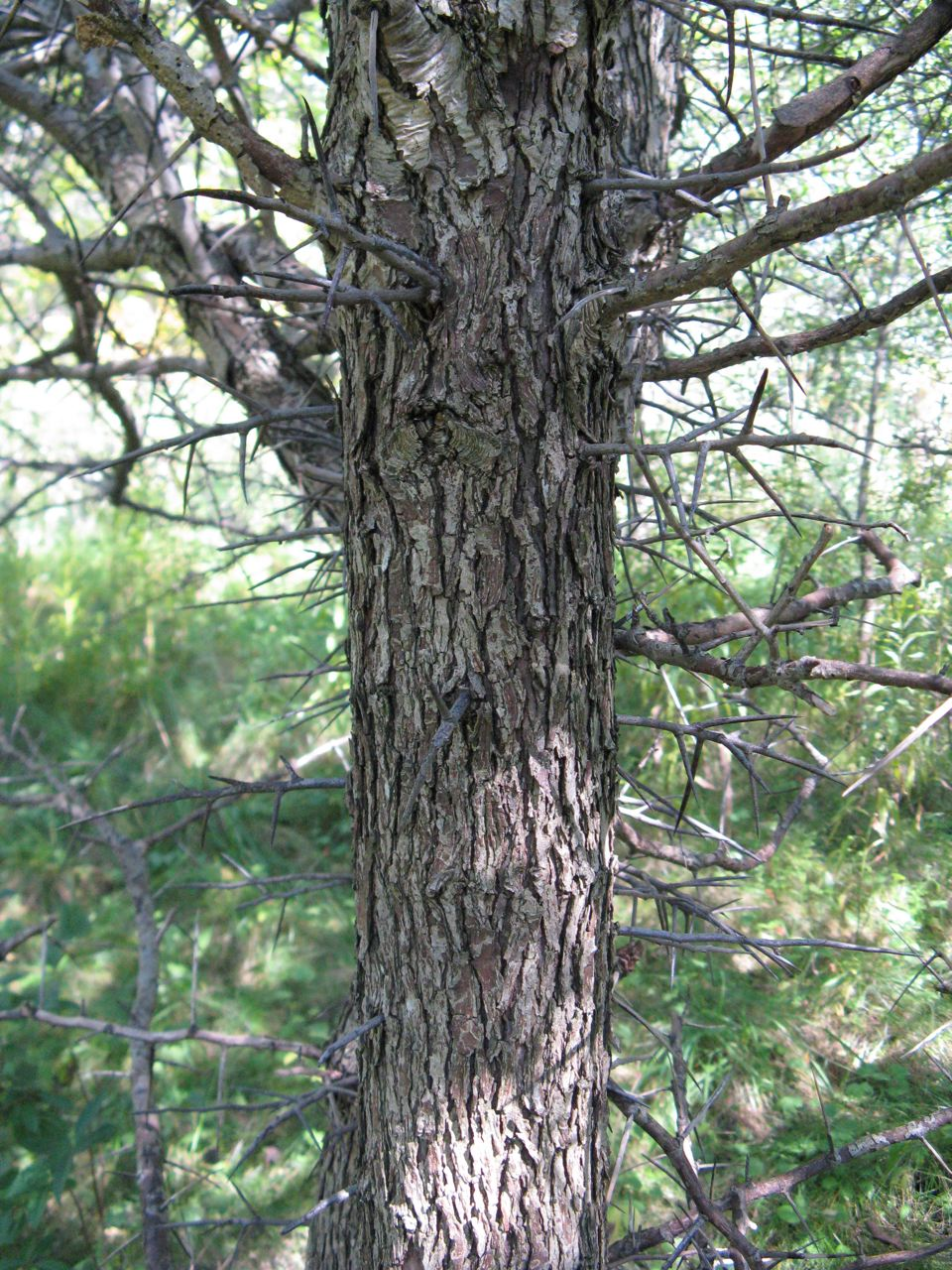
Espinas en un tronco
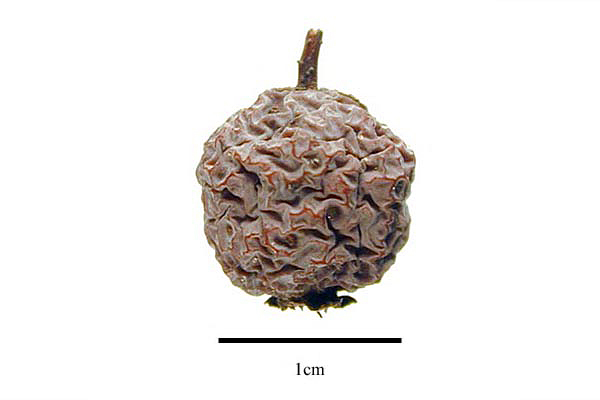
Fruta preservada